# Erich Wollenberg

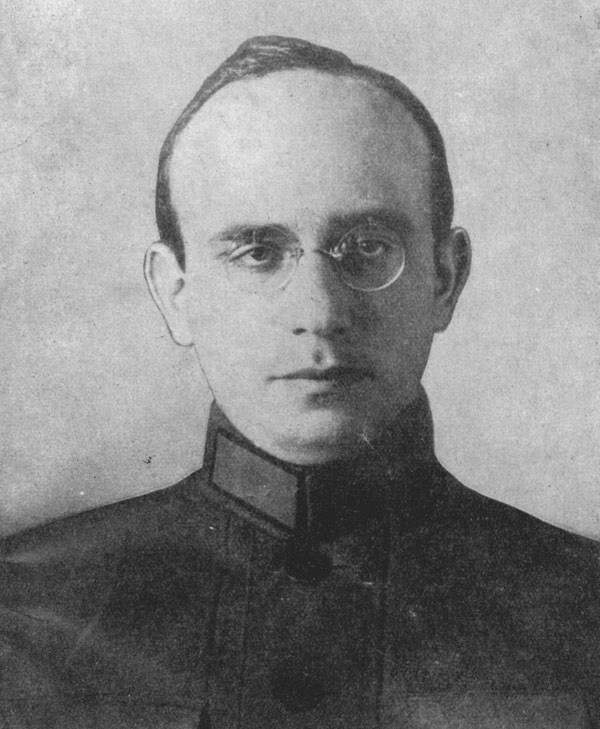
Erich Wollenberg, ca. 1930

Erich Wollenberg (* 15. August 1892 in Königsberg; † 6. November 1973 in München) (Pseudonyme: Walter, Eugen Hardt, Martin Hart) war bis 1933 ein führender Funktionär der KPD, der in späteren Jahren als unabhängiger Journalist und Publizist tätig war.

## Leben

### Weltkrieg und Revolution
Wollenberg stammte aus einer Arztfamilie und studierte Medizin in München. Während des Ersten Weltkriegs diente er als Freiwilliger. Er wurde mit Orden dekoriert, 1917 zum Leutnant der Reserve (Infanterie) befördert und fünf Mal verwundet.
Im Jahr 1918 schloss er sich der USPD und dem Spartakusbund an. 1918/19 nahm er in Königsberg führend an der Revolution teil. Danach kehrte er nach München zurück, um dort sein Medizinstudium fortzusetzen. In der kommunistischen „Zweiten“ bayerischen Räterepublik war Wollenberg ab 19. April 1919 Kommandeur der Infanterie und stellvertretender Oberkommandierender der bayrischen Roten Nordarmee (Dachau). Über die Ereignisse veröffentlichte er 1929 den Bericht Als Rotarmist in München. Nach dem Ende der Räterepublik wurde er zu zwei Jahren Festungshaft verurteilt, die er in Landsberg, Ansbach und Niederschönenfeld (Entlassung Januar 1922) verbrachte.

### Deutscher Oktober und Moskauer Exil
Nach seiner Entlassung im März 1922 übernahm Wollenberg wichtige Funktionen in der KPD. Im Jahr 1922 war er Chefredakteur der Roten Fahne des Ostens. Er baute auch kommunistische Zellen in der Reichswehr auf. Im Mai 1923 war er zunächst Leiter des bewaffneten kommunistischen Aufstandsversuchs während der Ruhrbesetzung in Bochum, Ortssekretär der KPD Ruhrgebiet. August 1923 war er Militär-Oberleiter Süd-West (Württemberg, Baden, Hessen, zeitweise Bayern) der KPD.
Nach dem Scheitern des Deutschen Oktobers floh der steckbrieflich gesuchte Wollenberg 1924 in die Sowjetunion. Dort war Wollenberg 1924 bis 1926 Offizier der Roten Armee, Bataillonskommandeur in Saratow (Wolgadeutsche), dann in Moskau. Im Jahr 1927 war er für kurze Zeit illegal in Deutschland als Chefredakteur der Arbeiter-Zeitung in Saarbrücken tätig. Zurück in Moskau wurde er wissenschaftlicher Mitarbeiter im Marx-Engels-Lenin-Institut. Ab 1928 war er an der Internationalen Lenin-Schule als Professor für die Geschichte der internationalen Arbeiterbewegung. Zu seinen Schülern gehörte Erich Honecker.

### Innerparteiliche Konflikte
Auf Grund einer Amnestie (Herbst 1930) konnte Wollenberg nach Deutschland zurückkehren. Nach seiner Rückkehr wurde er 1931 Mitglied der Bundesleitung des illegalen Roten Frontkämpferbundes und Chefredakteur der Zeitschrift Rote Front. Er wurde verhaftet und war anschließend als Redakteur der Roten Fahne tätig.
Nachdem er in einer Versammlung der NSDAP als Diskussionsredner aufgetreten und von der SA schwer verletzt worden war, kritisierte Wollenberg die KPD-Führung, die nicht ausreichend für seinen Schutz gesorgt hätte. Seine Kritik richtete sich auch gegen Walter Ulbricht. Dieser leitete zusammen mit Herbert Wehner eine parteiinterne Untersuchung gegen Wollenberg ein, der eine „Parteirüge“ erhielt und seinen Posten in der Redaktion der Roten Fahne verlor. Auf Betreiben von Wilhelm Pieck konnte Wollenberg Ende 1932 in die Sowjetunion ausreisen. „Strafversetzt nach Moskau“ nannte Wollenberg das später selbst.

### Angebliche Wollenberg-Hoelz-Verschwörung
In Moskau arbeitete er an der Herausgabe von Lenins Werken in deutscher Sprache mit. Dort geriet er in das Blickfeld des NKWD, auch weil er Kontakt zum Trotzkisten Karl Gröhl hatte. Der Geheimdienst konstruierte um Wollenberg und Max Hoelz den Vorwurf einer „konterrevolutionären, trotzkistisch-terroristischen Verschwörung“ („Wollenberg-Hoelz-Verschwörung“). Wollenberg wurde am 4. April 1933 von der Internationalen Kontroll-Kommission der Komintern aus der KPD ausgeschlossen. Hoelz verunglückte nach offizieller Lesart im September 1933.
Von Stalin wie von den Nationalsozialisten gleichermaßen verfolgt, gelang Wollenberg 1934 die Flucht aus Moskau über Prag nach Paris (1938). In der Sowjetunion galt Wollenberg nun als „trotzkistischer“ Staatsfeind. Viele seiner Bekannten und politischen Freunde wurden verfolgt und ermordet.

### Exil in Westeuropa und Casablanca
In Paris schloss sich Wollenberg dem antifaschistischen Widerstand an und hatte Kontakt zu Nachrichtendiensten. Nach dem Beginn des Zweiten Weltkrieges wurde er als feindlicher Ausländer interniert. Mit Hilfe französischer Offiziere floh er im Mai 1940 aus dem Lager Le Vernet bei Paris nach Casablanca ins später Vichy-treue Marokko. Seine Auslieferung an die Gestapo konnte verhindert werden, wenngleich es trotz Unterstützung von Walter Fabian und seiner Frau nicht gelang, Transitvisa für die Flucht in die USA zu erhalten. Seine Lebensgeschichte im Exil soll eine Grundlage für den Film Casablanca gewesen sein. Zwar verhaftete die Polizei Wollenberg im April 1941 in Casablanca, doch kam es bis zur Landung der Alliierten im November 1942 nicht zu einer Auslieferung nach Deutschland.

### Nachkriegsjahre
Nach der Befreiung ging Wollenberg 1946 zunächst nach Paris, dann mit amerikanischer Unterstützung nach Deutschland. Hauptberuflich war er seit den 1950er Jahren Journalist. Ab 1960 war er in München Leiter der außenpolitischen Redaktion der Zeitschrift Echo der Woche, ehe er nach heftigen Konflikten die Redaktion verließ. Er war nunmehr als freier Journalist und Publizist tätig und arbeitete mit anderen linken Kritikern des stalinistischen Kommunismus wie Franz Borkenau, Ruth Fischer, Margarete Buber-Neumann und Emigranten aus Osteuropa zusammen. Als Experte und Informant über die Lage in Osteuropa arbeitete er für die Amerikaner, für die Ostbüros von SPD, DGB und FDP sowie seit Ende 1951 für die Organisation Gehlen bzw. den Bundesnachrichtendienst. Im Algerienkrieg beriet Wollenberg Ahmed Ben Bella. Seit 1964 lebte er in Hamburg. Er starb am 6. November 1973 in München.
Er war entfernt mit Jörg Wollenberg verwandt.

## Publikationen
- Als Rotarmist vor München. Internationaler Arbeiterverlag, Berlin 1929.